# تاريخ جنوب السودان
تاريخ جنوب السودان عبارة عن الحقب الزمنية التي شهدها جنوب السودان والأحداث السياسية والاجتماعية التي ميزت كل حقبة.

## لمحة تاريخية

### بداية مشكلة جنوب السودان
تعاملت حكومة الاستعمار البريطاني مع الجنوب بشكل منفصل عن الشمال، وذلك تمهيداً لتنفيذ واحد من ثلاثة خيارات بحثتها السلطات الإنجليزية:
- فصل الجنوب عن الشمال وضمه لأوغندا.
- إنشاء إدارة فيدرالية للجنوب وضمه للشمال.
- ضم الجنوب للشمال كإقليم عادي كغيره من أجزاء الشمال الأخرى.

تمهيدا لهذه الخيارات ولإبقاء الباب مفتوحا لخيار فصل الجنوب تبنت الحكومة الاستعمارية الممارسات الآتية:
- استثناء الجنوب من المجلس التشريعي (البرلمان) ومنعه من مناقشة أي أمر متعلق الجنوب
- استعمال اللغة الإنجليزية واللغات المحلية في التعليم دونا عن العربية
- ابتعاث الطلاب الجنوبيين لأوغندا بدلاً من كلية غردون
- تغييب الدعوة الإسلامية مع تشجيع التبشير المسيحي
- قانون المناطق المقفولة

#### قانون المناطق المقفولة

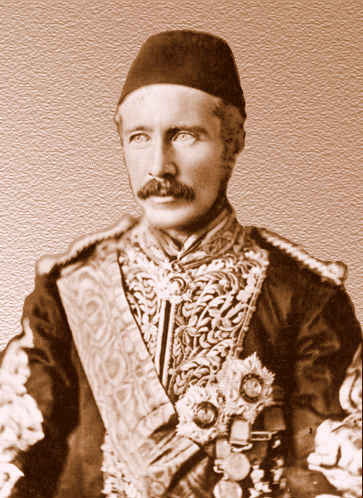
غوردون باشا آخر حكام العهد التركي المصري

عمدت إدارة الحكم الثنائي إلى إصدار ما عرف بقانون المناطق المقفولة والذي حددت بمقتضاه مناطق في السودان يحرم على الأجانب والسودانيين دخولها أو الإقامة فيها دون تصريح رسمي. وشمل القانون 7 مناطق متفرقة من السودان: دارفور وبحر الغزال ومنقلا والسوباط ومركز بيبور ـ وهي مناطق تقع في جنوب السودان بالإضافة إلى مناطق في كردفان وجبال النوبة وشمال السودان ومن مظاهر ذلك القانون حرمان السوداني الشمالي من إنشاء المدارس في الجنوب إذا سمح له بالإقامة فيها. وإذا تزوج بامرأة جنوبية فلا يستطيع أخذ أطفاله عند عودته إلى شمال السودان.
وفي عام 1922 م، انحصر قانون المناطق المقفولة على جنوب السودان. وصدرت في عام 1930 م، توجيهات وأحكام هدفها منع التجار الشماليين من الاستيطان في الجنوب ووقف المد الثقافي العربي والدين الإسلامي من الانتشار في جنوب السودان، بل أن ارتداء الأزياء العربية التقليدية كالجلباب والعمامة كان محظورا على الجنوبيين. هذه السياسة التي وصفها أنتوني سيلفستر بالأبارتيد الجنوبي تم التخلي عنها فجأة بعد الحرب العالمية الثانية أي بنهاية عام 1946.

#### موقف التنمية في الجنوب
نظرا لقلة الإيرادات في الجنوب فقد عجزت الحكومة الاستعمارية عن إحداث تنمية ملموسة في الجنوب، فقد أوكلت مهام الصحة والتعليم إلى الإرساليات التبشيرية دون دعم من الحكومة حتى العشرينات حين بدأت الحكومة في دعم الإرساليات وإنشاء خدماتها الموازية. وقد اعترف السير جيمس روبرتسون آخر السكرتيرين الإداريين في السودان بأن تلك الجهود المبذولة ما كان لها أن تعطي أي أثر ملموس في الإقليم الشاسع في وقت كان يتطور فيه الشمال بوتيرة متسارعة جدا. وقد أسهم قانون المناطق المقفولة في عزل أي تأثير إيجابي من الشمال.
في الأربعينات اعتمدت السلطات الاستعمارية خطة لتعمير الجنوب باستخدام جزء من منحة بريطانية قدمت للسودان. وقد تضمنت الخطة إنشاء مشاريع مثل مشروع الزاندي مصحوبة بعض الصناعات البسيطة كالسكر والصابون. وقد توقفت هذه الجهود باندلاع الحرب الأهلية التي دمرت حتى القائم من هذه المشاريع.

#### مؤتمر جوبا 1947
دعى السكرتير الإداري جيمس روبرتسون إلى عقد مؤتمر في جوبا بهدف بحث تمثيل الجنوب في المجلس التشريعي أو إنشاء مجلس تشريعي منفصل للجنوب. دعي للمؤتمر رؤساء القبائل الجنوبية والموظفين الجنوبيين المتعلمين، وعقد المؤتمر في جوبا في يونيو 1947. أوصى المؤتمر بتمثيل الجنوب في المجلس التشريعي ممهدا لوحدة السودان فيما بعد.
بحلول عام 1950م، سمح للإداريين الشماليين ولأول مرة بدخول الجنوب وتم ادخال تعليم اللغة العربية في مدارس الجنوب ورفع الحظر عن الدعوة الإسلامية.

#### الحرب الأهلية الأولى في جنوب السودان
في عام 1955 م، ظهرت بدايات الحرب الأهلية الأولى في السودان بعصيان كتيبة جنوبية تابعة لقوة دفاع السودان في توريت في جنوب السودان لأوامر قادتها بالانتقال إلى شمال السودان، فسادت الفوضى في الجنوب وانفلت الأمن وتعرض كثير من الشماليين بالجنوب للقتل والأذى على أسس عرقية. واستمر الصراع لتسعة عشر عاما ليعيق تطور السودان عموما والجنوب خصوصا حيث توقفت مشاريع التنمية المحدوة القائمة أصلا.

#### مشكلة الجنوب في عهد عبود
وفيما يتعلق بمشكلة الجنوب فقد اعتمدت حكومة عبود الحل العسكري على نفس نهج الحكومة التي سبقتها، وعينت بعض السياسيين الجنوبيين في مناصب قيادية كتعيين سانتينو دينق وزيرا للثروة الحيوانية - الذي حافظ على منصبه في كافة الحكومات المتعاقبة في تلك الفترة لمدة عشر سنوات وذلك بسبب الخط المتشدد الذي كان يتخذه ضد الحركات الانفصالية في الجنوب.
ويرى البعض أن مشكلة الجنوب لم تكن ضمن أولويات حكومة عبود. ولهذا فأنه لم يتقدم بأي طرح لحلها، ويستدلون على ذلك بأن الفريق إبراهيم عبود لم يشر أبدا إلى المشكلة في بيانه الأول يوم الاستيلاء على السلطة.
إلا أن حكومة ثورة 17 نوفمبر (كما كان يطلق عليها آنذاك)، تبنت سياسة قطع الدعم الأجنبي الذي كان يتلقاه المتمردين من خلال شن حملة منظمة لوقف أنشطة الإرساليات التبشيرية المسيحية التي تم أتهامها بتأجيج النزاع وتوسيع هوة الخلاف وتغذية الاختلافات من خلال عمليات التبشير والتنصير في الجنوب.
ففي عام 1963م، شهد جنوب السودان نشاطا سياسيا مكثفا من قبل المعارضة الجنوبية في المنفى ضد حكومة عبود. وبرز حزب سانو SANU (الاتحاد السوداني الإفريقي الوطني)،
بزعامة جوزيف أدوهو كداعية إلى استقلال الجنوب، كآخر خيار في حالة رفض الشمال الاتحاد الفيدرالي كحل للمشكلة. لم تتم الاستجابة لمبادرة أدوهو، واستمر التصعيد من الجانبين مما أدى إلى اشعال نار الحرب الأهلية في الجنوب.
ظهرت في سبتمبر / ايلول 1963 م، حركة الأنيانيا Anyanya (والكلمة تعني الأفعى السوداء السامة بلغة قبيلة المادي التي ينتمي إليها زعيم ومؤسس الحركة جوزيف لاقو) لتشن حرب عصابات في المديريات الجنوبية الثلاث (أعالي النيل، وبحر الغزال، والاستوائية) مما أدى إلى تدهور في الوضع الأمني فيها.

### مؤتمر المائدة المستديرة
أبدت حكومة سر الختم الخليفة الانتقالية تسامحا في التعامل مع المعارضين الجنوبيين وضمت في عضويتها اثنين من أبناء الجنوب وأعلنت العفو العام عن المتمردين ودعت إلى مؤتمر حول المشكلة عرف بمؤتمر المائدة المستديرة الذي إنعقد في مارس/آذار 1965 م، بمدينة جوبا بجنوب السودان بهدف ايجاد حل لمشكلة الجنوب. وكان موقف الجنوبيين من القضية أثناء المؤتمر تتنازعه رؤيتان: الاتحاد federation والانفصال separation.
كانت الرؤية الإتحادية تقوم على فكرة قيام دولتين: دولة شمالية وأخرى جنوبية. لكل منهما برلمانهاوسلطتها التنفيذية، إلى جانب كفالة حريتها في معالجة الأمور الاقتصادية والزراعية ومسائل التعليم والأمن، وأن يكون للجنوب جيش تحت قيادة موحدة للدولتين، وبذلك يصبح ما تدعو إليه هذه الرؤية أقرب إلى الكونفيدرالية، منه إلى الفيدرالية.
أما الجنوبيون الأكثر راديكالية في المؤتمر فقد كانوا يحبذون الحصول على حق تقرير المصير كتمهيد للاستقلال التام. وقاد هذا الاتجاه الزعيم الجنوبي أقري جادين رئيس حزب سانو في المنفى. أما الاتجاه الفيدرالي فكان بقيادة وليام دينق.
لم يكن هناك أي حزب شمالي مستعد لمناقشة هذه الأفكار ولذلك لم تتخذ أية محاولات جادة في المؤتمر للتعامل معها بأي شكل كان. وكل ما كانت الأحزاب الشمالية تريد التفاوض حوله في ذلك الوقت هو الأعتراف بحق الجنوب في تشكيل إدارة إقليمية في إطار السودان الموحد. وهكذا وصل المؤتمر إلى طريق مسدود زاد من عدم الثقة بين الجنوب والشمال.
استعرت الحرب الأهلية في الجنوب، وبدأ الجنوبيون المعارضون للحكومة في تنظيم انفسهم واستدرار تعاطف المجتمع الدولي واستنفارالرأي العام في الجنوب. وتم تأسيس حكومة السودان الجنوبية المؤقتة في المنفى كجناح مدني لحركة الأنيانيا. ثم أعلن المتمردون عن تأسيس «جمهورية النيل»، فحكومة «جمهورية انييدي» في المنفى.

### إعلان 9 يونيو
تمثلت أولى خطوات حكومة النميري لتسوية مشكلة جنوب السودان في إعلان التاسع من يونيو / حزيران 1969 م، الذي انطلق من الأعتراف بالتباين والفوارق بين شمال السودان وجنوبه، وحق الجنوبيين في أن يطوروا ثقافتهم وتقاليدهم في نطاق سودان «اشتراكي» موحد مما يشكل نقطة تحول كبرى في سياسات الشمال تجاه جنوب السودان حيث أن ذلك يعني التخلي عن أهم توجه الأحزاب الشمالية في تسوية إشكالية الجنوب عن طريق نشر الثقافة العربية والدين الإسلامي في الأقاليم الجنوبية، لكن ذلك لم يشفع للنظام انتمائه الواضح لليسار في نظر المتمردين الجنوبيين الذين استغلوا هذا التوجه السياسي الجديد للشمال، فأعلنوا انهم يحاربون الشيوعية والتدخل السوفيتي في الجنوب.
بدأت حكومة نميري أولا بالاهتمام بالمسيحية، وجعلت العطلة الإسبوعية في الجنوب يوم الأحد بدلا عن يوم الجمعة، وسعت إلى تحسين علاقتها مع الكنيسة وبالتالي تحسين علاقات السودان بالغرب ومع البلدان الأفريقية وفي مقدمتها إثيوبيا التي كانت تحتضن قادة التمرد الجنوبيين.

#### إتفاقية أديس أبابا
وفي ظل هذه التحولات السياسية تم التوقيع على إتفاقية أديس أبابا في 3 مارس 1972 م، بين حكومة السودان والمتمردين الجنوبيين تحت وساطة إثيوبية ومجلس الكنائس العالمي ومجلس عموم أفريقيا الكنسي،
وتمخضت الاتفاقية عن وقف لأطلاق النار واقرار لحكم ذاتي إقليمي تضمن إنشاء جمعية تشريعية ومجلس تنفيذي عال، ومؤسسات حكم إقليمي في جنوب السودان واستيعاب ستة آلاف فرد من قوات حركة الأنيانيا في القوات المسلحة السودانية. كماعترفت الاتفاقية باللغة العربية كلغة رسمية للبلاد واللغة الإنجليزية كلغة عمل رئيسية في جنوب السودان وكفلت حرية العقيدة وحرية إقامة المؤسسات الدينية في حدود المصلحة المشتركة وفي إطار القوانين المحلية. وجدت الاتفاقية معارضة من قبل بعض القوى السياسية أبرزها الاتحاد العام لجبال النوبة الذي وصفها وعلى لسان زعيمه الأب فيليب عباس غبوش بأنها تمثل خيانة لقضية السودانيين الأفارقة. كما انتقدها دعاة الانفصال من الجنوبيين لأنها لا تلبي مطامحهم وانتقدها أيضا القوميون العرب من السودانيين. وأشار نقادها إلى وجود ثغرات بها مثل حق الفيتو الذي يتمتع به رئيس الجمهورية ضد أي مشروع قرار صادر عن حكومة جنوب السودان يرى بأنه يتعارض مع نصوص الدستور الوطني. وواقع الحال أن الغرض من وضع هذا النص هو لكي يكون صمام أمان لوحدة البلاد.
ما أن تم وضع الاتفاقية موضع التنفيذ حتى دب الخلاف والصراع في جنوب السودان وأخذت الجمعية التشريعية الإقليمية صورة البرلمان الوطني نفسها من مشاهد لمنافسات حادة ذات ابعاد شخصية وخلافات عميقة ذات نعرة قبلية إلى جانب العجز في الكوادر الإدارية والنقص في الموارد البشرية والمادية وسوء الإدارة وانعدام الرقابة مما أدى إلى فشل كافة المشاريع التنموية في جنوب السودان وبحلول السبعينيات في القرن الماضي ساءت العلاقة بين أبيل الير رئيس المجلس التنفيذي الذي عينه الرئيس نميري دون توصية من المجلس التشريعي الإقليمي وزعيم المتمردين السابق جوزيف لاقو.
أدت اتفاقية أديس أبابا إلى فتح الباب على مصراعيه أمام البعثات التبشيرية المسيحية الغربية ومنظمات الدعوة الإسلامية من الدول العربية والإسلامية في تنافس حاد إلى جانب تفشي الانقسامات القبلية بين السياسيين الجنوبيين وباعلان تطبيق قوانين الشريعة الإسلامية ازداد التذمر وسط الجنوبيين بما في ذلك الكنيسة التي جاهرت بمعارضتها، ولم تفلح محاولات الحكومة لتهدئتهم من خلال تنظيم جولات للحوار معهم سعيا إلى إقناعهم بأن الشريعة الإسلامية لا تمس حقوقهم.

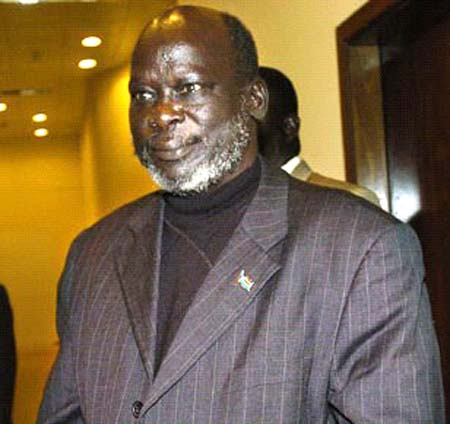
جون قرنق دي مابيور.

#### الحرب الأهلية الثانية
وبحلول عام 1983 م، بلغ الاحتقان ذروته وتفجر الوضع في الجنوب عندما رفضت فرقة عسكرية في مدينة واو عاصمة إقليم بحر الغزال بالجنوب الأوامر الصادرة إليها بالانتقال إلى الشمال واغتالت الضباط الشماليين وفرت بعتادها إلى الغابة مطلقة على نفسها اسم حركة «انيانيا ـ 2»، وهكذا بدأ التمرد الثاني.
وأرسلت الحكومة ضابطا جنوبيا برتية عقيد هو جون قرنق دي مابيور لتثنية الفرقة المتمردة عن تمردها وحثها على إلقاء السلاح، إلا أن العقيد جون قرنق إنضم الي المتمردين في الغابة بدلا عن تهدئتهم واقناعهم بالعدول عن التمرد، منشئا الجيش الشعبي لتحرير السودان وجناحها المدني الحركة الشعبية لتحرير السودان. وبدأ العد التنازلي لحكم جعفر نميري، والسودان بدون دستور دائم أو نظام للحكم متفق عليه مع حرب مستعرة في جنوبه وحالة من الأرتباك السياسي والضبابية لم يعهدها من قبل.

### الديمقراطية الثالثة
اتسمت فترة الديمقراطية الثالثة بعدم الاستقرار، إذ تم تشكيل خمس حكومات ائتلافية في ظرف أربع سنوات. قام الحزب الإتحادي الديمقراطي الذي خرج من الحكومة الائتلافية بتوقيع اتفاق سلام مع الحركة الشعبية لتحرير السودان التي حققت انتصارات عسكرية نتيجة للمساعدات العسكرية والدعم السياسي الذي تلقته من إثيوبيا وبعض الدول الأفريقية المجاورة للسودان، والمنظمات الكنسية. ونص الأتفاق على وقف لإطلاق النار إلى جانب رفع حالة الطواريء بغية تمهيد الطريق أمام مؤتمر دستوري عام، على أن يسبقه تجميد العمل بالعقوبات الحدية (الشريعة الإسلامية أو قوانين سبتمبر كما كان يطلق عليها) أواستبدالها بقوانين جديدة مماثلة.
كانت الهزائم المتلاحقة التي منيت بها القوات الحكومية في جنوب السودان سببا في تذمر القيادة العامة للجيش التي عقدت اجتماعا وتقديمها مذكرة لرئيس الحكومة الصادق المهدي، مطالبة إياه بالعمل على تزويد الجيش بالعتاد العسكري الضروري، أو وضع حد للحرب الدائرة في الجنوب. وأحدثت المذكرة بلبلة سياسية في البلاد لأنها تتضمن تهديدا مبطنا للحكومة أو على الأقل توبيخا رسميا لتقصيرها في إحدى مهامها الأساسية وهي الدفاع عن البلاد، بإهمالها التزاماتها تجاه الجيش. كما كانت تلك المذكرة مؤشرا خطيرا لتدخل الجيش في السياسة بشكل مباشر؛ بل كان من الغريب أن يقحم جيش - في نظام ديمقراطي- نفسه في السياسة مبتعدا عن المهنية، ويخطر رئيس الحكومة علنا وبشكل مباشر، وليس عن طريق وزير الدفاع، بما يجب أن يعمله لحل المشاكل الوطنية. تدهورت العلاقة بين الجيش وحكومة الصادق المهدي بعد توجيه الفريق فتحي أحمد علي القائد العام إنذارا إلى الحكومة وطالبها بالاعتدال في مواقفها السياسية ورفع المعاناة عن كاهل المواطنين. رفض الصادق المهدي هذا التهديد واصدر حزب الأمة بيانا إدان فيه مسلك القائد العام وتدخل الجيش في السياسة.
لكن نتيجة تلك المذكرة كانت رضوخ حكومة المهدي في نهاية المطاف للضغوط وأعلانها قبول اتفاقية السلام التي أبرمها الحزب الإتحادي الديمقراطي مع الحركة الشعبية لتحرير السودان، وبطبيعة الحال كانت تلك الخطوة بداية النهاية لحكومة الصادق المهدي الديمقراطية.